# Robert Kraft
Robert Kenneth Kraft (n. 5 iunie 1941) este un om de afaceri american. Este directorul și președintele consiliului de administrație de la The Kraft Group. 

## Legături externe
- New England Patriots biography Arhivat în 10 februarie 2006, la Wayback Machine.
- New England Revolution biography
- The Kraft Group
- Forbes 2011: The 400 Richest Americans: #263 Robert Kraft
- Forbes 2008: The 500 Largest American Private Companies: #326 The Kraft Group
- Forbes 2011: The World's Billionaires: #833 Robert Kraft